# Paracoptops isabellae
Paracoptops isabellae är en skalbaggsart som beskrevs av Gilmour 1947. Paracoptops isabellae ingår i släktet Paracoptops och familjen långhorningar.
Artens utbredningsområde är Sulawesi. Inga underarter finns listade i Catalogue of Life.